# Duello a Berlino
Duello a Berlino (The Life and Death of Colonel Blimp) è un film del 1943 diretto da Michael Powell e Emeric Pressburger. Il titolo originale è ispirato al personaggio dei fumetti del Colonel Blimp, creato dal vignettista satirico David Low.
Duello a Berlino, che segna l'inizio della collaborazione ufficiale tra Michael Powell ed Emeric Pressburger come registi, sceneggiatori e produttori, è ritenuto uno dei migliori film romantici inglesi.

## Trama
Il film racconta la storia dell'amicizia tra Clive Candy, ufficiale dell'esercito britannico, e Theo Kretschmar-Schuldorff, ufficiale dell'esercito tedesco, nella prima metà del XX secolo.
Nella versione originale la storia inizia in Inghilterra durante la Seconda guerra mondiale nel 1942 dove i soldati britannici fanno un'esercitazione e il comandante degli attaccanti, il tenente "Spud" Wilson, inizia l'attacco troppo presto, alle sei, contrariamente all'accordo secondo cui l'esercizio dovrebbe iniziare a mezzanotte. Spud giustifica questa violazione della regola con il fatto che anche i nemici britannici non avrebbero più aderito agli accordi per cui era meglio essere preparati in anticipo. Il gruppo attaccante dei giovani soldati va a parlare con gli ufficiali più anziani che vengono colti impreparati in un bagno turco. Il comandante degli ufficiali più anziani è il maggiore generale Clive Candy, che protesta furiosamente che la guerra dovrebbe iniziare solo a mezzanotte.
Quando il tenente Spud fa un commento sull'età di Clive, il vecchio generale lo lancia nella piscina e combatte con lui.
Ne consegue un flashback molto lungo. La versione italiana inizia da questo punto.
1902: il tenente Candy è in congedo dalla guerra boera e riceve una lettera da Edith Hunter, che lavora a Berlino, la quale si lamenta che un tedesco di nome Kaunitz stia diffondendo propaganda anti-britannica e vuole che l'ambasciata britannica faccia qualcosa al riguardo. Quando Candy porta questo all'attenzione dei suoi superiori, gli rifiutano il permesso di intervenire, ma decide comunque di agire.
A Berlino, Candy ed Edith vanno in un bar, dove affrontano Kaunitz. Provocato, Clive insulta inavvertitamente il corpo degli ufficiali dell'esercito imperiale tedesco per cui i tedeschi insistono nel combattere un duello con un loro ufficiale scelto a sorte: Theo Kretschmar-Schuldorff. Clive e Theo diventano amici mentre si stanno riprendendo dalle loro ferite nella stessa casa di cura. Edith li visita regolarmente e, sebbene sia implicito che provi qualcosa per Clive, si fidanzerà con Theo. Clive è felice, ma presto si rende conto con sua costernazione che la ama da solo per cui ritorna a Londra.
1918: La narrazione riprende dagli ultimi giorni della prima guerra mondiale, che vede Regno Unito e Germania schierati su fronti opposti. In un convento Clive, che è diventato generale di brigata, conosce per la prima volta Barbara, una giovane crocerossina, che assomiglia straordinariamente a Edith, e, al termine della guerra, la sposa nonostante la differenza di età.
Clive viene inoltre a sapere che Theo è stato fatto prigioniero in seguito alla sconfitta della Germania, e decide così di andare a trovarlo nel campo di prigionia nel Derbyshire. Theo inizialmente rifiuta di incontrarsi con il suo vecchio amico, ma in seguito mette da parte i rancori della guerra e dopo tanto tempo può finalmente riabbracciare Clive. Con il ritorno di Theo a Berlino, però, i due amici si lasciano di nuovo.
Barbara muore nell'agosto 1926 e Clive si ritira nel 1935.
1939: Gli anni passano e in Germania sale al potere Adolf Hitler. Nel 1939 Theo, non condividendo le idee naziste, va in esilio in Inghilterra, dove viene ospitato dal suo amico Clive. Nel frattempo scoppia la seconda guerra mondiale. Theo intanto fa conoscenza con l'autista personale di Clive, Johnny che, come lei stessa spiega, è stata scelta dopo una difficile selezione tra settecento donne; a questo punto, Theo non può fare a meno di notare la sua somiglianza con Edith.
Contattato dalla BBC per un commento sull'Operazione Dinamo, Clive, ormai anziano generale dell'esercito, spiega che sarebbe meglio perdere la guerra, piuttosto che usare gli stessi metodi impiegati dai nazisti. A seguito dell'intervista, tuttavia, la trasmissione viene cancellata e Clive mandato in pensione. Theo allora spiega all'amico che non è più pensabile combattere una guerra in modo leale e cavalleresco, e che è necessario sconfiggere i nazisti a tutti i costi, anche in modo scorretto.
Senza più ruoli ufficiali, e su suggerimento di Theo, Clive collabora con la guardia nazionale, la "seconda linea" di difesa a fronte di un'ipotetica invasione nazista. Decide quindi di organizzare un'esercitazione, che dovrebbe partire alla mezzanotte precisa di un giorno prefissato. Il fidanzato di Johnny, giovane soldato arruolato anch'egli nella guardia, decide di non seguire queste convenzioni di guerra antiquate, ritenendo necessario combattere nello stesso modo dei nazisti. Per questo, il giorno prima dell'esercitazione, organizza una contro-esercitazione prendendo in ostaggio Clive, mentre questo si trova nei bagni turchi a riposare.
Una volta libero, Clive racconta che lui stesso da giovane aveva apertamente disubbidito al suo comandante: si era infatti recato in Germania per motivi diplomatici, nonostante gli fosse stato spiegato che tale compito non spettava ai soldati. Dopo il suo ritorno da Berlino, racconta Clive, il suo comandante lo aveva invitato a cena, ma lui aveva rifiutato, e in seguito si era pentito di questo suo gesto. Quindi ordina a Johnny di invitare il suo fidanzato a cena da lui, e di spiegargli che "farebbe bene ad accettare".

## Produzione
Il film venne realizzato da Powell e Pressburger attraverso la loro casa di produzione, The Archers. Il ruolo di Clive Candy avrebbe dovuto essere interpretato da Laurence Olivier, che però non ottenne l'esenzione dal servizio militare.

## Distribuzione
Il film ebbe fin dal principio diversi problemi con la censura per la sua evidente ispirazione antimilitarista (ma non disfattista) ai fumetti di David Low. I tagli censori seguirono le disposizioni date da Winston Churchill in via preliminare e comportarono una riduzione di quasi un'ora nelle copie della pellicola distribuite all'estero.
La versione del film in lingua italiana dura 103 minuti. In questa riduzione viene meno la struttura a flash-back della versione originale.

## Riconoscimenti
- Nel 1945 il National Board of Review of Motion Pictures ha inserito Duello a Berlino nella lista dei migliori dieci film dell'anno.
- Nel 1999 il British Film Institute ha inserito la pellicola al 45º posto della lista dei migliori cento film britannici del XX secolo.[6]

## Critica
Si tratta di un film molto amato da registi quali Martin Scorsese e Bertrand Tavernier. David Mamet lo indica come suo film preferito.